# Condé-sur-Vire

Condé-sur-Vire este o comună în departamentul Manche, Franța. În 1 ianuarie 2022 avea o populație de 4.136 de locuitori.